# آندره شوبرت
آندره شوبرت (انگلیسی: André Schubert؛ زادهٔ ۲۴ ژوئیهٔ ۱۹۷۱) بازیکن فوتبال اهل آلمان است.
از باشگاه‌هایی که در آن بازی کرده‌است می‌توان به باشگاه فوتبال بروسیا مونشن‌گلادباخ اشاره کرد.